# Девід Старбрук
Девід Старбрук  (англ. David Starbrook, 9 серпня 1945) — британський дзюдоїст, олімпійський медаліст.

## Виступи на Олімпіадах
| Олімпіада     | Дисципліна           | Місце |
| ------------- | -------------------- | ----- |
| Мюнхен 1972   | напівважка категорія | 2     |
| Монреаль 1976 | напівважка категорія | =3    |